# Chrysiptera cymatilis
Chrysiptera cymatilis là một loài cá biển thuộc chi Chrysiptera trong họ Cá thia. Loài này được mô tả lần đầu tiên vào năm 1999.

## Từ nguyên
Từ định danh cymatilis trong tiếng Latinh có nghĩa là "xanh nước biển", hàm ý đề cập đến màu xanh lam thẫm bao phủ toàn thân loài cá này.

## Phạm vi phân bố và môi trường sống
C. cymatilis có được tìm thấy tại quần đảo Bismarck và vịnh Milne thuộc Papua New Guinea, cũng như tại quần đảo Solomon. Loài cá này sống ở các rạn viền bờ, đặc biệt là gần những cụm san hô của chi Acropora và Seriatopora hystrix, và trong các đầm phá, ở độ sâu khoảng 3–20 m.

## Mô tả
Chiều dài lớn nhất được ghi nhận ở C. cymatilis là 3,6 cm. Toàn thân của C. cymatilis chỉ có một màu xanh lam thẫm với những vệt đốm màu xanh nhạt hơn trên đầu và ngực; phía sau vây lưng còn có một đốm đen.
Số gai ở vây lưng: 13; Số tia vây ở vây lưng: 10–11; Số gai ở vây hậu môn: 2; Số tia vây ở vây hậu môn: 10–12; Số gai ở vây bụng: 1; Số tia vây ở vây bụng: 5; Số vảy đường bên: 11–14.

## Sinh thái học
Thức ăn của C. cymatilis có thể là động vật phù du. Cá đực có tập tính bảo vệ và chăm sóc trứng; trứng có độ dính và bám chặt vào nền tổ.